# Mil Mi-28
Mil Mi-28 (Ruski: Ми-28, NATO naziv "Havoc") naziv je za ruski dvosjedni borbeni helikopter, koji je razvijen tijekom 80-tih godina 20. stoljeća. Prvi prototip poletio je 1984., dok je serijska proizvodnja započela krajem 1987.

## Razvoj
Razvoj novog helikoptera počinje nedugo nakon uvođenja Mi-24 u službu 1972. Dizajn je trebao biti napravljen na bazi Mil Mi-24, ali bez teretne kabine kako bi se poboljšale karakteristike zbog dužnosti koju je trebao obavljati (protu-oklopna borba, bliska podrška). Prvotno je razmatrano nekoliko dizajna, uključujući neke nekonvencionalne poput dvostrukog glavnog rotora te dodatnog motora na repu. 1977. izabran je početni dizajn s jednim rotorom i klasičnim dizajnom koji je ipak isključio sve sličnosti s Mi-24.
1981. usvojen je plan da se izradi prva maketa u punoj veličini. Prototip oznake 012 je prvi put poletio 10. studenog 1982. te ga je pratio i drugi prototip, 022 izgrađen 1983. 1984. završeni su prvi probni letovi i preliminarna testiranja, no u listopadu 1984. Sovjetsko zrakoplovstvo odabire Kamova Ka-50 kao glavni helikopter za protu-oklopnu borbu. Međutim, projekt nije ukinut, već je samo svrstan u niže prioritete, te je u prosincu 1987. odobren za proizvodnju.
U siječnju 1988. prvi operativni Mi-28A oznake 032 je poletio. Imao je snažnije motor i "X" tip repnih rotora koji su uvelike smanjivali buku. Ova nova verzija je prvi put prezentirana u Parizu 1989. tijekom sajma zrakoplovstva. 1990. potpisan je ugovor o izvozu dijelova helikoptera Iraku gdje bi se sastavljao pod oznakom Mi-28L, ali je projekt propao zbog skorog Zaljevskog rata.
1993. projekt razvoja Mi-28 je pauziran jer je proglašen inferiornijim u odnosu na Ka-50, a i nije imao sposobnost leta u teškim vremenskim uvjetima.
1995. otkrivena je nova inačica, oznake Mi-28N a "N" je oznaka za helikopter koji može vršiti i noćne misije, prototip ove inačice je poletio 14. studenog 1996. Najveći novitet je bio radar u kupolici iznad glavnog rotora te uvođenje dodatne elektro opreme. Projekt je zbog nedostatka novca uskoro (ponovno) pauziran, a nastavljen je 2004. kad je poletio drugi prototip ove inačice u ožujku iste godine. 
Zbog izmijenjene vojne situacije nakon završetka hladnog rata, helikopteri specijalizirani za protu-tenkovsku borbu poput Kamova Ka-50 su postali manje potrebni a i bili su dosta skupi. Tu su se pokazale prednosti Mi-28N jer je bio relativno jeftin, mogao je djelovati u svim uvjetima te sudjelovati u različitim misijama, stoga je zapovjednik Ruskog zrakoplostva 2003. objavio da će Mi-28N postati standradni Ruski jurišni helikopter.
Predviđa se da će 2015. biti nabavljeno oko 300 helikoptera za Rusko zrakoplostvo. Razvijena je i izvozna inačica, Mil Mi-28NE.

## Tehničke karakteristike (Mi-28A, 1987)
Osnovne karakteristike
- posada: 2
- dužina: 17,01 m
- promjer rotora: 17,2 m
- visina: 3,82 m

Letne karakteristike
- najveća brzina: 362 km/h
- dolet: 1.100 km
- najveća visina leta: 5.800 m
- motor: 2× Klimov TV3-117VMA turbo-osovinska motora